# Meioneta serrata
Meioneta serrata är en spindelart som först beskrevs av James Henry Emerton 1909.  Meioneta serrata ingår i släktet Meioneta och familjen täckvävarspindlar. Inga underarter finns listade i Catalogue of Life.